# Sememi
Sememi is een bestuurslaag in het regentschap Soerabaja van de provincie Oost-Java, Indonesië. Sememi telt 27.820 inwoners (volkstelling 2010).